# Atika Bouagaa
Pour les articles homonymes, voir Atika.
Atika Bouagaa est une ancienne joueuse allemande de volley-ball née le 22 mai 1982 à Offenbourg. Elle mesure 1,81 m et jouait au poste de réceptionneuse-attaquante. Elle a totalisé 135 sélections en équipe d'Allemagne.

## Clubs
| Club                | De        | À         |
| ------------------- | --------- | --------- |
| SV Sinsheim         | 1999-2000 | 1999-2000 |
| VC Olympia Berlin   | 2000-2001 | 2000-2001 |
| USC Münster         | 2001-2002 | 2003-2004 |
| Volley Modena       | 2004-2005 | 2004-2005 |
| USC Münster         | 2005-2006 | 2006-2007 |
| Beşiktaş İstanbul   | 2007-2008 | 2007-2008 |
| Club Voleibol Sanse | 2008-2008 | 2008-2008 |
| VC Stuttgart        | 2009-2010 | 2010-2011 |

## Palmarès
- Championnat d'Allemagne
  - Vainqueur : 2004.
- Coupe d'Allemagne
  - Vainqueur : 2004, 2011.